# Serica

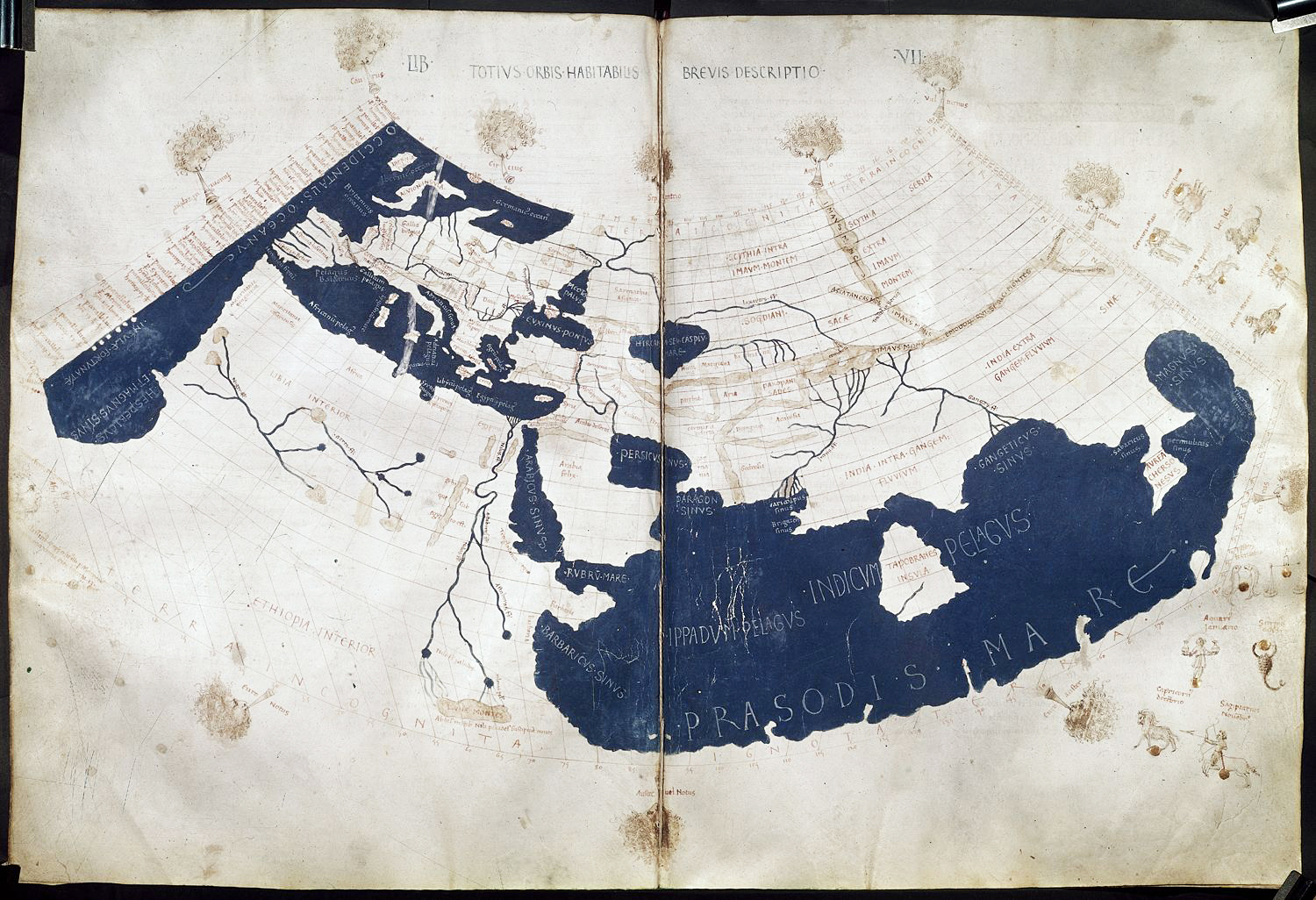
O hartă a lumii întocmită de Florentini pe la mijlocul secolului al XV-lea pe baza primei proiecții (conice modificate) din traducerea în latină din 1406 realizată de Jacobus Angelus după manuscrisele grecești ale Geografiei lui Ptolemeu din secolul al II-lea, redescoperite de Maximus Planudes spre sfârșitul secolului al XIII-lea. Serica este marcată în extremitatea de nord-est a lumii.

Serica era una din cel mai estice țări ale Asiei cunoscute de geografii⁠(d) antici greci și romani. Se consideră că denumirea se referă la China de Nord în timpul său dinastiilor Zhou, Qin și Han, la care se ajungea pe uscat pe Drumul Mătăsii, spre deosebire de Sinae⁠(d), la care se ajungea pe rute maritime⁠(d). O distincție asemanatoare s-a observat mai târziu în Evului Mediu între „Cathay⁠(d)” (nord) și „Mangi” sau „China” (sud). Oamenii de Serica erau numiți Seres, nume folosit uneori și pentru regiunea lor. Accesul în Serica era facilitat ca urmare a cuceririi de către dinastia Han a bazinului Tarim (Xinjiangul de astăzi), dar a fost în mare parte blocat după căderea Imperiului Part în mâinile Sasanizilor⁠(d). Yule⁠(d) rezumă cunoștințele geografilor din antichitatea clasică:
Dacă am aduna într-una singură vechile povești despre Seres și țara lor, omițând afirmațiile bizare și fabulele evidente, rezultatul va fi ca cele ce urmează: «regiunea Seres este o țară mare și populată, atingând la est Oceanul și marginile lumii locuibile, și întinzându-se spre vest până la Imaus și la granițele Bactriei. Oamenii sunt civilizați, blânzi, drepți, și frugali, evitând să se întâlnească cu vecinii lor, și se feresc și de întâlniri îndeaproape, dar nu se feresc să se despartă de produsele lor, din care mătasea brută⁠(d) e cel mai important, dar între care sunt și fibrele de mătase, pieile, și fierul de o calitate remarcabilă.» În mod vădit, o descriere a chinezilor.
Unii cercetători susțin însă că poporul Seres nu erau chiar chinezi, ci triburi vorbitoare de limbi indo-europene care făceau negoț cu indienii antici, cum ar fi yuezhi, saki, și toharieni.

## Numele
Formele latinești Serica și Seres derivă din grecescul Sērikḗ (Σηρική) și Sḗres (Σῆρες). Acesta pare a deriva la rândul lui de la cuvintele grecești pentru mătase (σηρικός, sērikós; în latină sericum), care, conform lui Klaproth⁠(d) era legat de chinezescul 絲, a cărui pronunție chinezească veche⁠(d) a fost reconstruită⁠(d) ca /*[s]ə/. Grecii și romanii știau despre mătase cu mult înainte să înțeleagă originea ei din viermii de mătase, și astfel obținerea cuvântului sēr (σὴρ) ar fi prin derivare regresivă. Altă formă a numelui regiunii este și Serica Regio.
Unii clasiciști⁠(d) au susținut că este extrem de improbabil ca un popor să fie numit după o insectă. Lassen⁠(d) a pretins că ar fi identificat referiri la Seres în scrierile hinduse, drept „Çaka [Sakas], Tukhâra [Bactria], și Kanka⁠(d) [Kangju]”.

## Relatări

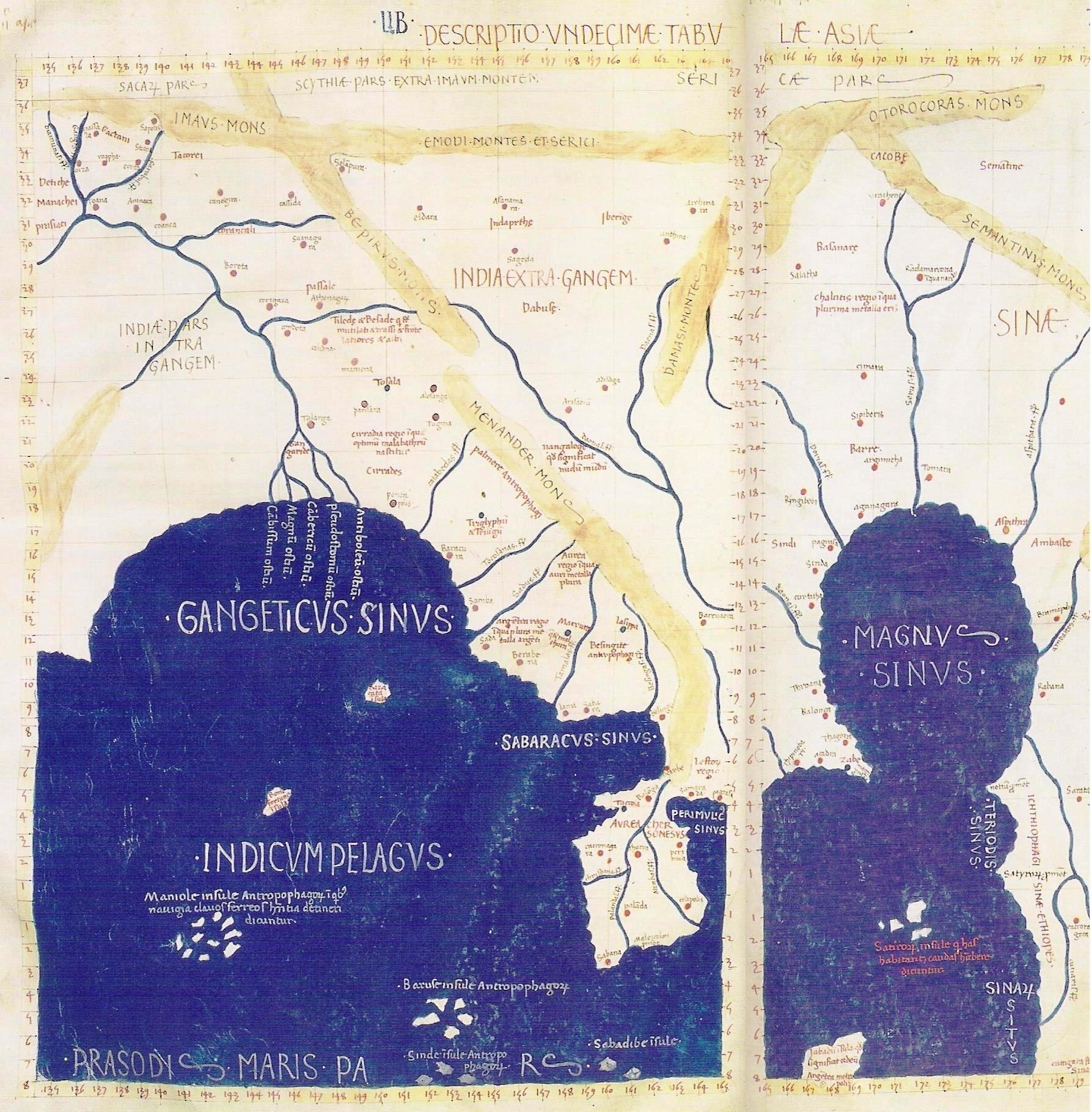
O hartă latină de detaliu derivată după ' lui Ptolemeu. Serica (Sericae Pars) se află la nord de ', care se află pe (Magnus Sinus) la capătul estic al unui Ocean Indian înconjurat de uscat (Indicum Pelagus).

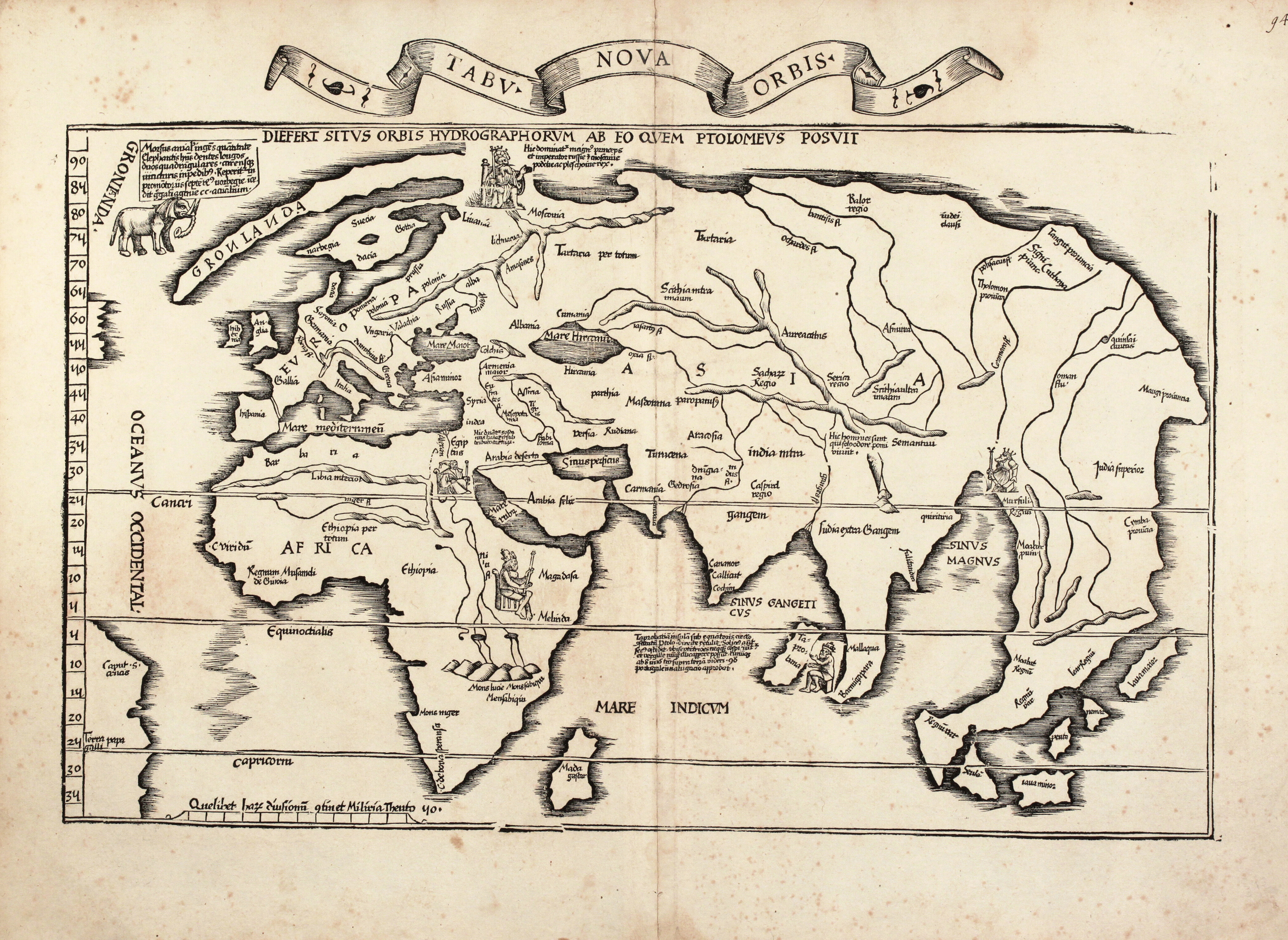
Harta lumii întocmită de Laurent Fries în 1522, cuprinzând Serica (Serica Regio) la nord de Himalaya și (Cathaya) în nord-estul extrem al Asiei.

### Privire de ansamblu
Începând cu secolul I î.e.n., cu Virgil, Horațiu, și Strabon, istoriile romane fac doar referiri vagi la China și la regiunea producătoare de mătase Seres din Orientul Îndepărtat. Florus pare să fi confundat Seres cu popoarele din India, sau cel puțin remarca faptul că culoarea pielii lor demonstrează că ambele trăiesc „sub un alt cer” romanii. Geograful Pomponius Mela⁠(d) din secolul I e.n. afirma că pământurile Seres formează centrul coastei unui Ocean al Orientului, flancat la sud de India și la nord de către sciții din stepele eurasiatice. Istoricul Ammianus Marcellinus (c. 330 - c. 400) scria că țara Seres era închisă între mari ziduri naturale în jurul unui râu numit Bautis, probabil Fluviul Galben. De la popoarele turcice⁠(d) din Asia Centrală, romanii răsăriteni (bizantinii) au derivat un nume nou pentru China, Taugast (din turcescul Tabghach), în perioada Wei de Nord⁠(d) (386-535). Până în vremea împăratului roman răsăritean Iustinian I (r. 527-565), bizantinii cumpărau mătase chinezească de la intermediari sogdiani. Cu toate acestea, ei obțineau prin contrabandă și viermi de mătase cu ajutorul călugărilor nestorieni, care susțineau că țara „Serindia⁠(d)” se situează la nord de India și că produce cea mai fină mătase.

### Ctesias
Primele relatări europene despre Seres păstrate până astăzi sunt cele ale lui Ctesias din secolul al V-lea din Indica⁠(d), unde el îi numește „oameni de statură și longevitate neobișnuite”. Autenticitatea relatării este însă disputată.

### Strabon
Geografia⁠(d) lui Strabon din secolul I îi menționează pe Seres în două rânduri. În primul pasaj, el spune că „unii scriitori” pretind că Seres ar trăi mai mult decât indienii din Musicanus, despre care Onesicritus⁠(d) susținea că trăiesc până la 130 de ani. În al doilea rând, un pasaj ce discuta despre Regatul Greco-Bactrian menționează că Apolodor din Artemita⁠(d) susține că granițele bactrienilor se întind „chiar până la Seres și Phryni⁠(d)”.

### Pomponius Mela
Pomponius Mela⁠(d) îi numea pe Seres în De Situ Orbis drept unul dintre cele trei popoare care locuiesc la extremitatea estică a Asiei. El îl plasa pe Seres între indieni⁠(d) la sud și sciți la nord. Ulterior, într-un pasaj, el remarca:
De la acestea, cursul [malului Mării Caspice] face un cot și se îndreaptă spre est. Acea parte care se învecinează cu promontoriu sciților este mai întâi de toate de netrecut din pricina zăpezii, apoi urmează o parte necultivată locuită de sălbatici. Aceste triburi sunt sciți și Saci canibali, despărțiți unii de alți printr-o regiune în care nimeni nu poate locui din cauza multelor animale sălbatice. Urmează o altă vastă sălbăticie, ocupată tot de fiare sălbatice, după care este un munte numit Thabis deasupra mării. La cale lungă de acolo, se ridică crestele Taurus. Seres vin între cele două; o rasă eminentă pentru integritate și celebră pentru comerțul pe care îl lasă să se desfășoare pe la spatele lor, lăsându-și marfa într-un loc părăsit.

### Pliniu

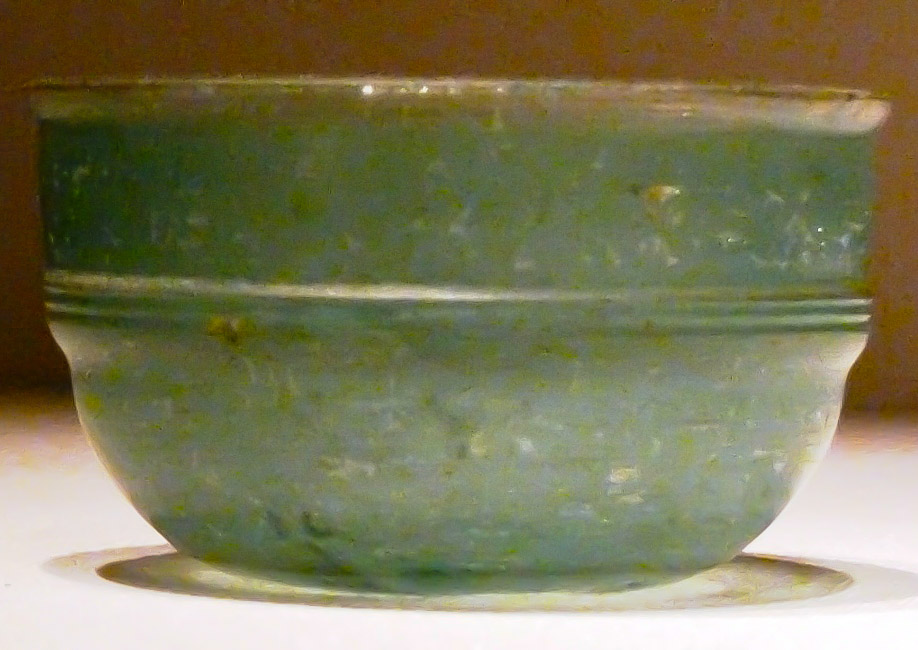
Cupă romană de sticlă verde excavată dintr-un mormânt al dinastiei Han de Est (25-220 e.n.), Guangxi, China

Pliniu cel Bătrân vorbea despre Seres, în a sa Istorie naturală, Cartea VI, capitolul xx. El îi localiza, la fel, pe Seres dincolo de un pustiu de cealaltă parte a Sciției; ca și Vergil înaintea lui, înțelegea eronat sericicultura, crezând că mătasea ar fi un produs al anumitor copaci:
Apoi [sc.  la est de Marea Caspică], vom găsi din nou triburi de sciți și din nou pustiu întins ocupate numai de animale sălbatice, până ajungem la acel lanț muntos de deasupra mării, numit Tabis. Abia la aproape jumătate din lungimea coastei, către nord-est, veți mai găsi o țară locuită. Prima rasă întâlnită apoi sunt Seres, atât de celebri pentru produsul lânos al pădurilor lor... Seres sunt renumiți pentru substanța lânoasă obținută din pădurile lor; după o înmuiere în apă, ei piaptănă rămășițele albe ale frunzelor... Atât de meticuloasă este munca aceasta, și atât de îndepărtată este regiunea globului, care permite fecioarelor romane să se mândrească cu hainele lor străvezii în public...
Ammianus relatează și el această versiune, deși Pausanias știa că mătasea venit de la insecte special crescute de către Seres în acest scop, sugerând să se dea mai multă atenție negustorilor și diplomaților romani care vizitaseră China.
În altă parte, Pliniu menționează că fierul lor—pe care ei „ni-l trimit împreună cu pânzeturile și pieile lor”—este de cea mai înaltă calitate din lume, depășind chiar fierul parților.
Pliniu relata și o curioasă descriere a poporului Seres făcută de o ambasadă din Taprobana⁠(d) pentru împăratul Claudius, ceea ce sugerează că aceștia s-ar putea referi de fapt la populațiile indo-europene din bazinul Tarim, cum ar fi toharienii:
Ei ne-au informat și că partea din insula lor aflată față-în-față cu India are zece mii de stadii lungime, și se îndreaptă spre sud-est—care dincolo de Munții Emodian (Himalaya) privește către Servi (Seres), pe care îi cunoșteau de când au început să facă negoț; că tatăl lui Rachias (ambasadorul) vizitează frecvent țara lor, și că Serae întotdeauna vin să-i întâlnească la sosire. Acești oameni, spuneau ei, sunt mai înalți decât oamenii obișnuiți, au părul bălai și ochi albaștri, și fac niște sunete stranii când vorbesc, neavând nicio limbă a lor cu care să-și comunice gândurile. Restul informațiilor (despre Serae) sunt la fel cu cele comunicate de către negustorii noștri. Ei spuneau că marfa de vânzare era lăsată de ei pe malul opus al unui râu pe coastă, și apoi era luată de localnici, dacă ei au credeau potrivit să facă schimb. Deloc nu ar trebui detestat luxul, dacă doar ne transportăm gândurile la aceste scene, și apoi reflectăm ce ne cere, în ce locuri îndepărtate ne trimite pentru a-l satisface, și la ce sfârșit rău și nevrednic!

### Ptolemeu
Țara „Serica” era localizată în harta lumii întocmită de Ptolemeu⁠(d) în 150 e.n. în zona de dincolo de „Imaus” (Munții Pamir). Acest lucru arată că el considera Serica a încorpora sau a consta din ceea ce este astăzi Xinjiang.
Ptolemeu poziționează și Sinae destul de precis:
Ptolemeu vorbește și de „Sera, capitala țării Seres”. Henry Yule⁠(d) susținea că interpretarea eronată de către Ptolemeu a Mării Indiene ca bazin inchis însemna că Ptolemeu cu siguranță poziționa greșit coasta chineză, de unde și ideea că Sinae este o țară separată de Serica este o concepție greșită.
În Geografia⁠(d) lui, Ptolemeu scria de pământurile din jurul Oceanului Indian. El explica că un oraș-port numit Óc Eo⁠(d) se afla dincolo de Hersonesul de Aur⁠(d) (adică Peninsula Malay) și că a fost vizitat de un marinar grec, pe nume Alexandru, cel mai probabil un negustor. Într-o publicație din 1877, Ferdinand von Richthofen⁠(d) avansa ideea că Kattigara ar fi fost localizată în apropierea orașului modern Hanoi, în provincia antică chineză Jiaozhi care exista în nordul Vietnamului. Cu toate acestea, descoperirile arheologice de artifacte roman și mediteraneene la Óc Eo⁠(d) (în apropiere de orașul Ho Chi Minh), în delta Mekong din Vietnamul de sud arată că acesta ar putea fi locul orașului-port menționat de Ptolemeu. Medalioane romane de aur datând din timpul domniei lui Antoninus Pius și Marcus Aurelius au fost descoperite acolo, ceea ce pare să sugereze o activitate comercială romană⁠(d) în Asia de Sud-est în cel puțin în perioada antonină (susținută de alte descoperiri din Thailanda, Indonezia și Malaezia). Istoriile chinezești⁠(d) afirmă că negustorii din „Daqin” (adică Imperiul Roman) erau activi în Cambodgia și Vietnam⁠(d). Dovezile arheologice par să corespundă cu afirmațiile chinezilor că o ambasadă romană trimisă de către un conducător numit „Andun” (安敦; fie Antoninus Pius, fie Marcus Aurelius) în 166 e.n. a sosit pentru prima dată în Jiaozhi, aceeași regiune în care au urmat apoi și alte ambasade romane consemnate de chinezi.

## Geografia și economia

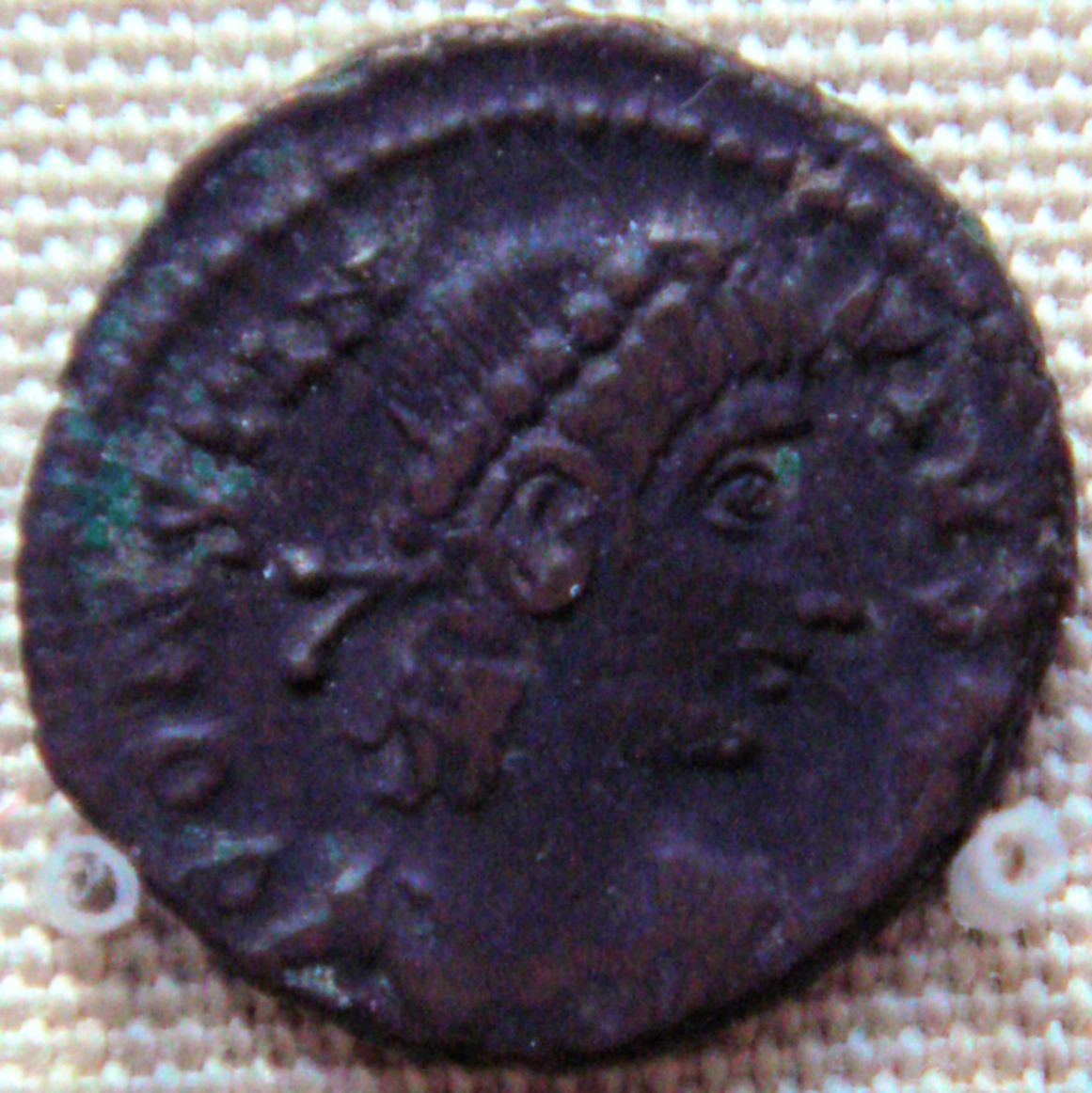
Monedă de bronz a lui Constantius al II-lea (337-361), găsită în Karghalik, în China modernă

După cum descria Ptolemeu, Serica era mărginită în nord de Annibi și Auxacii Montes, identificați ca Munții Altai. Montes Asmiraei, un district serican, sunt Munții Da-Uri, în timp ce Cassi Montes sunt considerați a fi munții din deșertul Gobi. Ptolemeu numește principalului râu din Seres ca fiind Bautisus, identificat ca Fluviul Galben.
Autorii greco-romani numesc peste o duzină de triburi și cincisprezece orașe ale seresilor. Este evident din descrierile acestora că nu sunt toți de aceeași etnie, dar au un apelativ național comun. Capitala lor era numită Sera. Posibili candidați pentru aceasta ar fi Kashgar și Yarkand. Issedon, capitala Issedonesului⁠(d) serican, este considerată a se fi aflat pe versantul estic al Pamirului sau chiar în Munții Altai, în timp ce al treilea oraș notabil, Aspacara, era descris ca fiind situat în apropierea izvoarelor Fluviului Galben.
Autorii antici descriu și clima plăcută din Serica și abundența resurselor naturale. Printre acestea se numărau fierul, blănurile și pieile, precum și pietrele prețioase.